# Henri-Antoine Boissonnas
Pour les articles homonymes, voir Boissonnas.
Henri-Antoine Boissonnas (7 novembre 1833, Genève - 20 janvier 1889, Genève) est un photographe genevois.

## Biographie
Cousin germain de Charles Boissonnas, il est tout d'abord graveur de médailles et de boîtiers de montres et il travaille pour la Fabrique genevoise. Il cesse cette activité dans les années 1860 en raison de difficultés financières et d'une faillite due à une situation économique difficile pour l'industrie horlogère à Genève.
À cette période, la photographie est en vogue et c'est un produit qui se vend bien en raison de l'activité touristique qui se développe à Genève. Il décide alors de changer d'activité en reprenant l'atelier de photographie Auguste Garcin en 1864. Il fait construire et s'installe en 1872, dans un bâtiment au 4 quai de la Poste à Genève, dont quatre étages sont consacrés à la photographie. Il se spécialise dans le portrait d'enfant et il obtient pour cela une mention à l'Exposition Universelle de Paris de 1867.
Marié à Sophie Louise Pilet (1836-1918), dessinatrice de boîtiers de montres, il est le père de Frédéric Boissonnas et d'Edmond-Victor Boissonnas.